# Peter Wichers
Peter Wichers (* 8. Februar 1979 in Ängelholm) ist ein schwedischer Gitarrist, Songwriter und Musikproduzent. Bekannt wurde er als Songschreiber und Leadgitarrist der schwedischen Melodic-Death-Metal-Band Soilwork. Er spielte und produzierte in der Folge für etliche andere Bands und Künstler.

## Werdegang
Wichers zählte 1995 zu den Gründungsmitgliedern von Soilwork, damals noch als Inferior Breed. Er spielte auf den Alben bis Stabbing the Drama 2005, als er die Band verließ. Im September 2008 wurde bekannt, dass Wichers Soilwork erneut beigetreten war. Nach den anstehenden Tourneen nahm er auch das Album The Panic Broadcast mit auf. Am 25. Juni 2012 gingen Wichers und Soilwork aufgrund „kreativer Differenzen“ erneut getrennte Wege. Wichers spielte dann als Ersatz für den verletzten Adam Dutkiewicz bei Killswitch Engage auf deren Europa-Tour.
Nach der ersten Trennung von Soilwork zog Wichers von Los Angeles, Kalifornien, nach Nashville, Tennessee. Dort arbeitete er als Produzent und Songwriter. Er arbeitete dann mit verschiedenen Bands und Musikern zusammen. Dazu zählten Anders Fridén, der frühere Bandkollege Björn „Speed“ Strid und John Bush (Armored Saint, Anthrax), um ein Album ähnlich dem Projekt Roadrunner United namens Nuclear Blast All-Stars zu veröffentlichen. Zudem war er sowohl Songschreiber und Produzent von Warrel Danes erster Soloplatte Praises to the War Machine als auch Produzent von Nevermores letztem Album, The Obsidian Conspiracy.

## Persönliches
Wichers lebt mit seiner Frau und seinem Sohn in North Carolina. Er arbeitet seit 2015 für Jackson Guitars.

## Diskografie
Soilwork
- In Dreams We Fall Into the Eternal Lake (1997, Demo)
- Steelbath Suicide (1998)
- The Chainheart Machine (2000)
- A Predator’s Portrait (2001)
- Natural Born Chaos (2002)
- Figure Number Five (2003)
- The Early Chapters (2003, EP)
- Stabbing the Drama (2005)
- The Panic Broadcast (2010)

Warrel Dane
- Praises to the War Machine (2008)

Sonstiges
- Nuclear Blast All-Stars: Out of the Dark (2007)

## Produzent
- All That Remains – The Fall of Ideals (2006) (Gitarren-Produktion/Engineering)
- Nuclear Blast All-Stars: Out of the Dark (2006) (Gitarre, Bass, Produzent/Engineering)
- Samadhi – Incandescence (2007)
- Warrel Dane – Praises to the War Machine (2008) (Gitarre, Bass, Produzent/Engineering)
- Mannah – Untitled (2008) (Produzent/Engineering)
- Nevermore – The Obsidian Conspiracy (2010) (Produzent/Engineering)
- Remain – Untitled (2010) (Produzent/Engineering, Abmischung)
- Soilwork – The Panic Broadcast (2010) (Produzent/Engineering)
- Darkest Hour – The Human Romance (2011)
- James LaBrie – Impermanent Resonance (2013) (Koproduzent/Autor – Gitarre)